# Quino
Quino, vlastním jménem Joaquín Salvador Lavado Tejón, (* 17. července 1932, Mendoza, Argentina – 30. září 2020 tamtéž
) byl argentinský kreslíř, který se proslavil zejména komiksovým seriálem Mafalda o šestileté holčičce, který vycházel v letech 1964–1973. Postavička chytré holčičky vznikla nejprve pro reklamní kampaň, která se ovšem nerealizovala. Roku 2014 Quino obdržel Cenu kněžny asturské.